# NORA
NORA(영어: Non-Obvious Relationship Awareness)는 새로운 데이터 분석기술이다. NORA는 정부와 개인 기업들에 좀더 강력한 프로파일링 능력을 준다. NORA는 고용신청서, 전화기록, 고객표, 수배 목록 등 다양한 소스에서 사람들의 정보를 얻으며, 범죄자나 테러리스트 등의 사람들 사이 간에 숨겨진 연결 고리들을 쉽게 찾아준다.